# Списак епизода серије Јелоустоун

Јелоустоун је америчка вестерн телевизијска серија коју су створили Тејлор Шеридан и Џон Линсон за Paramount Network. Емитовала се од 2018. године све до 15. децембра 2024. године, састоји се од 53 емитоване епизоде и пет сезона.

## Преглед серије
| Сезона | Сезона | Епизоде | Епизоде            | Оригинално емитовање | Оригинално емитовање |
| Сезона | Сезона | Епизоде | Епизоде            | Премијера            | Финале               |
| ------ | ------ | ------- | ------------------ | -------------------- | -------------------- |
|        | 1.     | 9       | 9                  | 20. јун 2018.        | 22. август 2018.     |
|        | 2.     | 10      | 10                 | 19. јун 2019.        | 28. август 2019.     |
|        | 3.     | 10      | 10                 | 21. јун 2020.        | 23. август 2020.     |
|        | 4.     | 10      | 10                 | 7. новембар 2021.    | 2. јануар 2022.      |
|        | 5.     | 14      | 8                  | 13. новембар 2022.   | 1. јануар 2023.      |
| 6      | 5.     | 14      | 10. новембар 2024. | 15. децембар 2024.   |                      |